# Yatagarasu

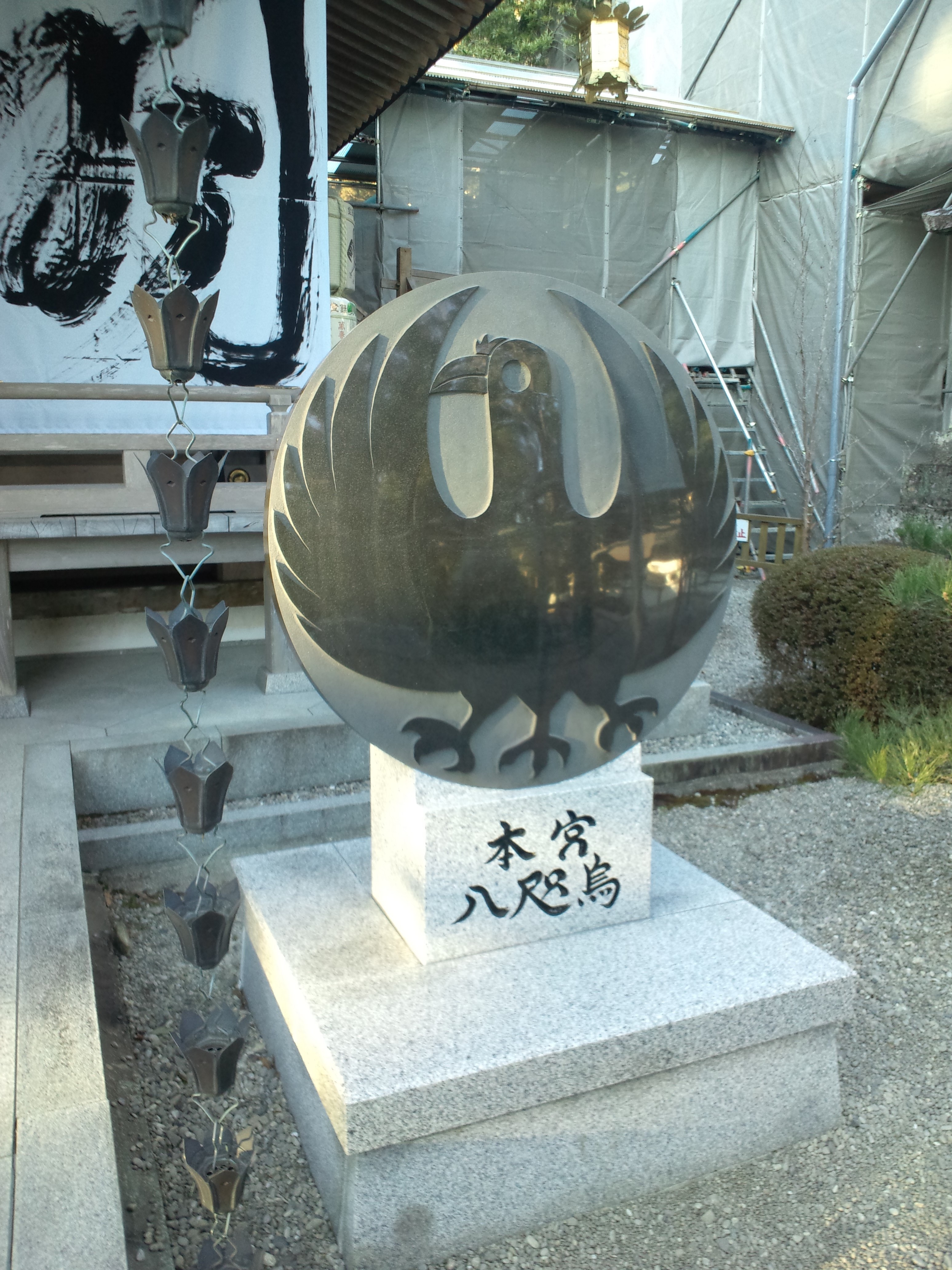
Una estatua de Yatagarasu.

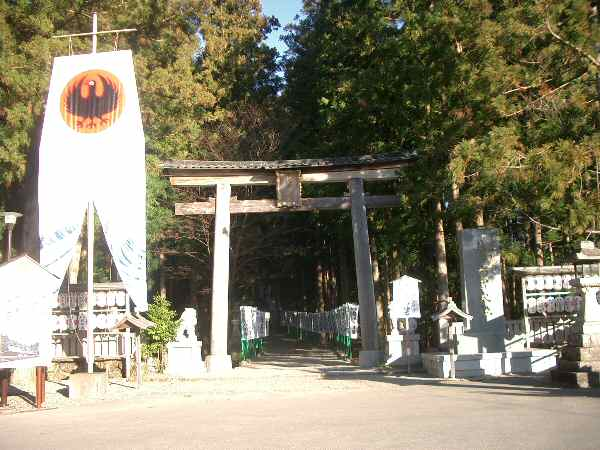
Yatagarasu en un Banner (a la izquierda) de Kumano Hongū-Taisha.

Yatagarasu (八咫烏 Yatagarasu, Yata no karasu?) es un cuervo mítico y un dios guía en la mitología sintoísta . Durante la Expedición Oriental del Emperador Jimmu, Yatagarasu, quien fue enviado por Takamimusubi , lo guió desde la región de Kumano hasta la provincia de Yamato . Es conocido por su figura de tres patas, y su imagen se ha transmitido desde la antigüedad. Las culturas de Asia creen que habitan y representan el sol. Tiene la forma de un cuervo con las alas extendidas y con tres patas. 

## Origen
En mitología sintoísta, Yatagarasu aparece como un enviado del kami celestial que el (también mítico) Jimmu - tennō en su conquista de Japón durante la campaña, este sobrevuela como un guía de los caminos hasta después de ayudar a Uda (en la provincia de Yamashiro, tradición de los santuarios Kumano según el actual sitio de Kumano Nachi Taisha). En Kojiki lo envía Takagi no kami, y el Jimmu los protege de los kami terrenales en el interior. En el Nihonshoki es Amaterasu, quien envía el cuervo y a Jimmu en su sueño después de su ejército, a causa de las montañas escarpadas y abruptas les dice que no avancen más hacia el interior (les dice antes en un sueño). En tanto el trabajo de Yatagarasu es actuar después como un enviado de Jimmu para entregar sus mensajes a los enemigos.
En Kogo Shūi, Yatagarasu es un precursor identificado de Kamo no Agata Nushi. El Shinsen Shōjiroku incluso informa: "que el ancestro de esta familia es derivado de Kami-musubi no Mikoto, es Kamo Tome Tsunomi no Mikoto y estos han tomado la forma de un gran cuervo para hacer el servicio mencionado." El Kamo No Agatanushi (en Nihonshoki también Kazunu sin Agata Nushi o Kadono sin Agata Nushi) son la primera familia de sumos sacerdotes en el santuario Kamigamo. Debido a sus habilidades como un "cambiador de formas", juega un papel importante en algunos cultos esotéricos sintoístas. La mayoría de la investigación asume que Yatagarasu se desarrolla a partir de las criaturas míticas similares del área cultural entre China y Corea. Así lo sugiere, entre otras cosas, que el Nihon Shoki informa que en el año 650, durante el reinado de Kōtoku Tennō los enviados de China traen consigo un cuervo muerto con tres piernas.

## Santuarios
Yamashiro Fudoki acuerda con Kamo Tome Tsunomi no Mikoto bajo el nombre de Kamo Tome Tsunumi no Mikoto en West Honden del santuario Kamo en la adorada provincia de Yamashiro. Actualmente se encuentra bajo el nombre Yatagarasu en el Tobe-sha (un massha adorado). El Shoku Nihongi informa a cerca de un santuario Uda a Yatanokarasu en la provincia de Yamato, dice que es inaugurado en el noveno mes del año 705, que corresponde a una ubicación correspondiente en el directorio de dioses (Jinmyōchō) equivalente de Engishiki.
La mayoría de los Yatagarasu son adorados bajo el nombre (no Kamo) Tomar Tsunumi no Mikoto, por lo que entre otros jinja Yatagarasu, un santuario vecino de Kumano Hongu Taisha, en el jinja Kakehiko (un massha de Kumano Nachi Taisha), en otros tres jinjas Yatagarasu en la antigua provincia de Yamato, en el santuario central de Mitsui-no-Yashiro (un sessha del santuario Shimogamo) y Tama-yori-hime en jinja Mikage (también un sessha al santuario Shimogamo). En el santuario Kashihara a Yatagarasu tiene un tan adorado Shinshi (animales que actúan como servidores personales de Kami) de Jimmu Tenno.

## Fiestas
En los santuarios Kumano a Yatagarasu se conjuntan para honrar algunas celebraciones muy importantes:
- En la mañana del 1 de enero, agua de la cascada cercana a Kumano Nachi Taisha es traída por un sacerdote que lleva puesto un gorro negro y viste un Yatagarasu-Bo que representa un cuervo estilizado. También se hace norito y se pueden conseguir amuletos (shimpu) personalizados para nacimientos seguros o para repeler insectos que dañan a la cosecha de arroz.

- En la noche del 7 de enero (después del calendario lunar) que se encuentra en Haiden de Kumano Hongu Taisha, lugar de Yatagarasu Shinji o Hoin Shinji. Varios sellos con la cara de Yatagarasu (go-o-no-shimpu o gyu-o) son impresos en papel y distribuidos a los fieles de todo el país. En la creencia popular, se dice que el que quema un de esos sellos, y se traga las cenizas: "la verdad diría si abre la boca de nuevo", de lo contrario se le amenaza de que va a escupir sangre, o incluso morir.

## Cultura popular
- En Touhou Project, "Utsuho Reiuji" devora al Yatagarasu con la ayuda de Kanako para así conseguir la energía suprema, Energía Nuclear.
- En el manga A Través del Khamsin, de Skizocrilian Studio, aparece de forma recurrente un cuervo con tres patas llamado Nigredo.
- En K uno de los personajes principales, Misaki Yata, es apodado "Yatagarasu".
- En la serie Kyoukai Senjou no Horizon sale un Yatagarasu.
- En la serie Tokyo Ravens se utiliza a Yatagarasu como logo de la misma.
- En el manga y anime Gintama, el Yatagarasu es una organización de asesinos con la misión de castigar a aquellos que vayan en contra de "los cielos".
- En la novela china "Against The Gods" aparece como el dios Cuervo Dorado, quien le otorga al protagonista parte de sus poderes.
- En el manga y anime One Piece, Roronoa Zoro utiliza un ataque que lleva por nombre "Yatagarasu", el cual deja tres heridas en forma de pata de ave.
- Itachi Uchiha de Naruto toma ciertos elementos del Yatagarasu, como su relación con los cuervos y el hecho de que ambos enfrentaron a una serpiente.
- En la franquicia de videojuegos Shin Megami Tensei Yatagarasu aparece como un Demonio. Así mismo, en su franquicia spin-off Persona hace presencia como un Persona. Las franquicias Devil Summoner, Last Bible, y Devil Children, también derivadas de Shin Megami Tensei, cuentan con variaciones de Yatagarasu.
- En el videojuego spin-off de Ace Attorney, Ace Attorney Investigations: Miles Edgeworth un ladrón apodado "Yatagarasu" es un personaje de importancia.
- En el juego de cartas Yu-Gi-Oh! hay una carta llamada "Yatagarasu".
- En el manga y anime Shūmatsu no Valkyrie el humano Raiden Tameemon usa una técnica de Teppou titulada "Yatagarasu" en contra del dios Shiva en la quinta ronda del Ragnarok.
- En la franquicia de Digimon existe un Digimon llamado Yatagaramon[5][6] que está basado en el Yatagarasu. En Occidente se le llamó Crowmon y son famosos por aparecer en productos como Digimon Savers, Digimon Story: Cyber Sleuth y Digimon Survive, productos en los que suele evolucionar a Digimon como Ravemon[7] o Valdurmon[8] entre otros. Su técnica principal es Mikafusu-no-kami, con la que lanza un poderoso rayo de energía contra su enemigo que descompone sus células en 0s y 1s.